# Wasfi al-Tall
Wasfi al-Tall, conegut sovint com a Wasfi Tel (1919, Arapkir - 28 de novembre de 1971) fou un polític de Jordània, primer ministre del país tres vegades, assassinat el 1971 per l'organització palestina Setembre Negre al Caire. Va néixer en un poble kurd avui a Turquia, sent fill del poeta patriota Mustafà Wahbi al-Tall i de mare kurda. Es va criar a Irbid al nord de Transjordània d'on era el seu pare. Diplomat el 1938 va estudiar a la Universitat Americana de Beirut i es va diplomar en ciències el 1941. El 1942 es va allistar a l'exèrcit britànic a Palestina. Després de la guerra va lluitar amb la Djaysh al-Inkadh (Exèrcit de l'Alliberament) finançada per la Lliga Àrab per oposar-se a la partició de Palestina. Es va casar el 1951 amb un dona nascuda a Alep a Síria, de nom Sadiyya Djabri, que abans havia estat casada amb el nacionalista palestí Musa al-Alami. Va criticar al president egipci Gamal Abdel Nasser el que va cridar l'atenció de la corona jordana i el 1959 fou nomenat director de la Ràdio de Jordània. El 28 de gener de 1962 fou nomenat primer ministre sense haver estat mai ministre, exercint el càrrec més d'un any, fins al 21 d'abril de 1963; va seguir una política de fidelitat a la monarquia i oposició al nacionalisme àrab i palestí. Fou nomenat primer ministre per segona vegada el 14 de febrer de 1965, exercint aquesta vegada més de dos anys, fins al 4 de març de 1967. El rei el va designar per tercer cop al càrrec el 28 d'octubre de 1970 i se'l suposa el cervell de la guerra que Jordània va llençar contra les forces palestines estacionades al país, a les que va delmar i va expulsar del territori nacional (setembre de 1971). El 28 de novembre de 1971, en revenja, quatre militants de l'organització palestina «Setembre Negre» formada arran de la guerra del mes de setembre com a branca separada d'al-Fatah, el van assassinar a l'hotel Sheraton del Caire a Egipte on havia anat per assistir a la cimera de la Lliga Àrab; un dels militants es va acotxar i va llepar la sang de Wasfi Tel que corria pel marbre. El quatre homes foren alliberats sota fiança i van poder sortir d'Egipte.